# Чорна пантера та Білий ведмідь (фільм)
Чорна пантера та Білий ведмідь — український телевізійний фільм режисера Олега Бійми знятий в Україні 1990 року. 
Сюжет стрічки базується на п'єсі Чорна Пантера і Білий Медвідь Володимира Винниченка.

## Сюжет
Подружня пара, Корній (Білий ведмідь) — художник і його дружина — Рита (Чорна пантера) живуть в Парижі. Робота Корнія полягає в написанні картин для салону.
Їхній син Лесик важко хворий. Рита вмовляє чоловіка продати одну з картин, щоб на отримані гроші здійснити лікування сина. Корній категорично не згоден. Він змушує дружину і хворого сина позувати для нової картини …

## Знімальна група
- Автор сценарію: Тамара Бойко
- Режисер-постановник: Олег Бійма
- Оператор-постановник: Лесь Зоценко
- Художник-постановник: Алла Кириченко
- Режисер: Л. Колесник
- Звукорежисер: Г. Чупаков
- Асистент оператора: В. Ібаньєс-Фернандес
- Художник по костюмах: В. Савіна
- Художник по гриму: Л. Сміян
- Декоратор: В. Деренюк
- Народний ансамбль бального танцю «Вікторія» (Севастополь)
- Директор фільму: Людмила Стародубцева

## У ролях
У головних ролях
- Ірина Дорошенко —  Рита
- Сергій Кучеренко —  Корній Каневич, художник, чоловік Ріти
- Валентина Плотникова —  Ганна Семенівна
- Людмила Смородіна —  Сніжинка
- Віталій Полусмак —  Мулен
- Валентин Троцюк —  Мігуелес
- Ольга Разумовська —  Сафо
- Сергій Мєзенцев —  Штиф

В епізодах
- Сергій Санаєв
- Марина Мєзенцева
- Борис Чернокульський
- Олена Пономаренко
- Сергій Садовий
- С. Аветян

## Фільмування
Фільмування проходило в Херсонесі.

## Саундтрек
- У фільмі звучить музика Габріеля Форе, Олів'є Мессіана, Родіона Щедріна, та Кшиштофа Пендерецького.